# Mathieu Werchowski
Mathieu Werchowski (* 1973) ist ein französischer Jazz- und Improvisationsmusiker (Geige, Bratsche) und Klangkünstler.
Werchowski arbeitete nach seinem Abschluss am damaligen Conservatoire nationale de région de Grenoble 1989 von 1994 bis 1999 mit dem Ensemble Ici-Même. Von 1997 bis 1998 gehörte er auch Alban Darches Combo Le Cube an. Er gab Konzerte und wirkte an Aufnahmen mit Lionel Marchetti und Jérôme Noetinger in Frankreich, Deutschland, Belgien, der Schweiz und Italien mit. Seit 2000 arbeitete er weiterhin mit Ute Völker und John Russell zusammen. Seit 2001 trat er außerdem mit dem Ensemble Archipel (Sophie Agnel, Emmanuel Petit, Fabrice Charles, Lionel Marchetti und Pascal Battus) auf. Neben Anne Julie Rollet ist er auch Komponist von Musique concrète.
Unter eigenem Namen legte Werchowski 2005 das Soloalbum Uwaga (Ektic) vor. Er entwarf und realisierte das Hörstück Tout ce qui brille, das 2012 mit dem Preis der Urheberrechtsvereinigung SCAM für Radiokunst ausgezeichnet wurde. Des Weiteren spielte er mit Pascal Niggenkemper, Fabien Duscombs und Robin Fincker im Quartett Bedmakers, mit Fabien Duscombs und Heddy Boubaker in der Noise-Band The End.

## Diskographische Hinweise
- Archipel: Space Casino (2001)
- Xavier Charles, Bertrand Denzler, Jean-Sébastien Mariage, Mathieu Werchowski: Metz (Creative Sources, 2003)
- John Russell/Ute Völker/Mathieu Werchowski: Three Planets (Emanem 2004)
- Ernesto Rodrigues/Mathieu Werchowski/Guilherme Rodrigues: Drain (Creative Sources, 2006)
- Mathieu Werchowski & David Chiesa: Sharp Claws Cats (2007)
- Bedmakers: Tribute to an Imaginary Folk Band (2017)
- Bedmakers: Live in Berlin, 2021, mit Robin Fincker, Dave Kane, Fabien Duscombs[1]